# Ellaline Terriss
Ellaline Terriss (13 de abril de 1871 – 16 de junio de 1971) fue una popular actriz y cantante inglesa. 

## Biografía
Su verdadero nombre era Ellaline Lewin, y nació en Puerto Stanley, Islas Malvinas. Su padre, William Terriss, era ganadero allí, aunque llegó a ser un famoso actor en Londres. Poco después del nacimiento de Ellaline, dejó su granja y se trasladó a Inglaterra, donde adoptó su nombre teatral llegando a ser un popular intérprete. El hermano de Ellaline, Tom Terriss, fue un conocido director, guionista y actor cinematográfico. Su madre, Amy, también actuaba.
En 1888, a los diecisiete años, Terriss debutó profesionalmente en el teatro londinense con Cupid's Messenger, en el papel de Mary Herbert. Terriss se ganó a la crítica y al público. Consiguió un contrato de tres años con el productor Charles Wyndham, siendo su primer papel el de Madge en Why Women Weep. Por todo ello, atrajo la atención de un prometedor actor, Seymour Hicks, con el que se casó en 1893. 
En diciembre de 1893, Terriss protagonizó el papel principal de la exitosa y lujosa versión de la pantomima Cenicients, producida por Henry Irving con música de Oscar Barrett. La obra se representó en Estados Unidos bajo dirección de George Edwardes. En la siguiente temporada Terriss actuó en la ópera cómica de W. S. Gilbert y Frank Osmond Carr His Excellency.
En 1895 Terriss trabajó en Londres junto a su marido como coprotagonista en un éxito de George Edwardes, The Shop Girl, el cual repitieron en Broadway. Viajaron por Estados Unidos en 1895, donde hicieron amistad con el novelista Richard Harding Davis. A instancias de Gilbert, Hicks escribió un drama llamado One of the Best, vehículo para lucimiento del padre de Terriss en el Teatro Adelphi, y basado en el famoso caso Dreyfus. Otro de los primeros éxitos de la pareja fue The Circus Girl (1896).
En diciembre de 1897 William Terriss fue asesinado en la puerta del Teatro Adelphi por un actor en paro, Richard Archer Prince. El asesinato y el juicio de Prince ocuparon a la prensa del país durante semanas. En aquel momento la pareja más popular de la escena londinense, Terriss y Hicks recibieron grandes muestras de simpatía. Tras todo ello, Terriss protagonizó el papel principal de una nueva pieza cuyo coautor era Hicks, A Runaway Girl (1898), y que fue uno de los espectáculos de mayor éxito del Teatro Gaiety. Tras esta obra siguió With Flying Colours (1899).
Los Hicks se unieron al productor Charles Frohman y, en su compañía, durante un período de siete años actuaron en una serie de musicales escritos por Hicks, incluyendo Bluebell in Fairyland (1901 con música de Charles H. Taylor), The Cherry Girl (1902), The Beauty of Bath (1906, el espectáculo incluía letra y músicas adicionales de P. G. Wodehouse y Jerome Kern, y la obra inauguró el Teatro Hicks) y The Gay Gordons (1907). Hicks y Terriss también protagonizaron Quality Street en 1902. 
La pareja siguió actuando constantemente, tanto en Londres como en gira por Estados Unidos, excepto cuando Terriss estuvo embarazada de su primera hija, Mabel, nacida en 1904. En 1905 Terriss asumió el papel de Angela en la obra de su marido The Catch of the Season, la cual había interpretado Zena Dare durante la gestación de Terriss. Más adelante Terriss cedió el papel a la hermana de Dare, Phyllis Dare. Tras el nacimiento de su segunda hija, Betty, en 1907, Terriss redujo la actividad constante que había mantenido a lo largo de casi veinte años. Siguió trabajando en un número limitado de obras, incluyendo The Dashing Little Duke (1909; con C. Hayden Coffin, Courtice Pounds y Louie Pounds), título que tuvo poco éxito, y en el que interpretaba el papel principal. Cuando ella falló en varias representaciones a causa de una enfermedad, Hicks la sustituyó en el papel — posiblemente el único caso en la historia de un musical en que un marido reemplaza a la esposa. 
Tras el fallo de Captain Kidd (1910), Hicks y Terriss se concentraron en la comedia y en las giras de music hall, incluyendo una por Sudáfrica en 1911 y otra posterior por Francia tras el inicio de la Primera Guerra Mundial, a fin de ofrecer conciertos a las tropas británicas destacadas en el frente. Su único retorno a la comedia musical, Cash on Delivery (1917), confirmó la decisión de dar un giro a su carrera. A partir de 1917 Terriss volvió a la escena únicamente en ocasiones especiales. En diciembre de 1925 actuó en el Lyceum con su marido en The Man in Dress Clothes, una farsa francesa que él había traducido, y en la cual su hija debutó. Se planteó para representarse una corta temporada, pero fue tal el éxito que se extendieron las funciones. 
Terriss también actuó en casi una docena de filmes británicos, en los cuales generalmente participaba su marido, bien como actor, guionista o director. Se incluyen Scrooge (1931), David Garrick (1913), Flame of Passion (1915), A Woman of the World (1916), Masks and Faces (1918), Always Tell Your Wife (1923), Land of Hope and Glory (1927), Blighty (1927), Atlantic (1929), A Man of Mayfair (1931), Glamour (1931), The Iron Duke (1934), Royal Cavalcade (1935) y The Four Just Men (1939). 
Ellaline Terriss falleció en Richmond, Inglaterra, en 1971, a los 100 años de edad.